# رنگ‌آمیزی ساختاری

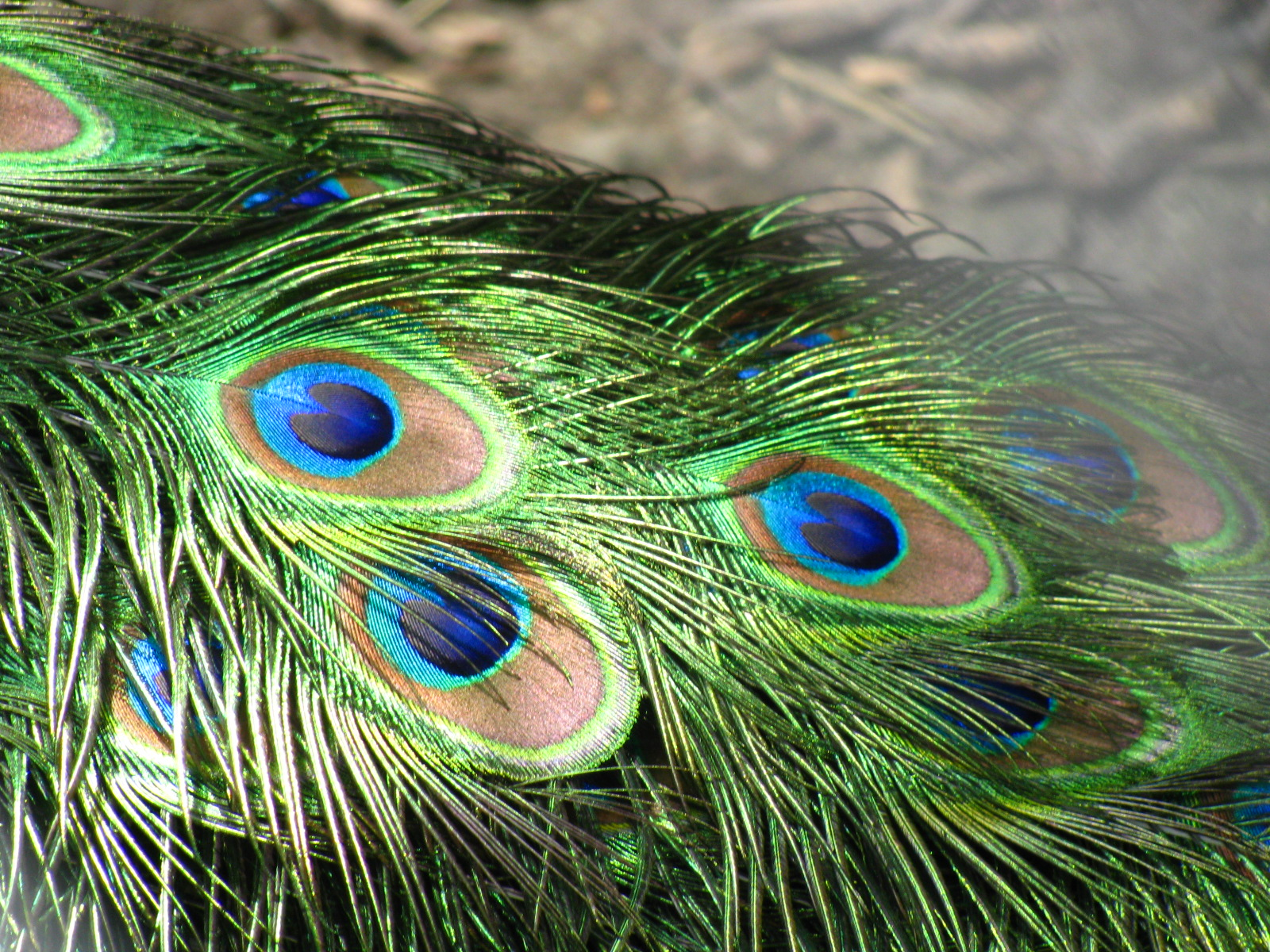
همان‌طور که برای اولین بار توسط آیزاک نیوتن و رابرت هوک ذکر شد، رنگ‌های رنگین‌تاب و درخشان پرهای دم طاووس با رنگ‌آمیزی ساختاری ایجاد می‌شود.

رنگ‌آمیزی ساختاری (به انگلیسی: Structural coloration)، در موجودات زنده محصول رنگی است که توسط ساختار میکروسکوپی سطوح بسیار ریز کافی برای تداخل در نور مرئی ایجاد می‌شود و گاهی در ترکیب با رنگدانه‌ها می‌باشد. برای نمونه، پرهای دم طاووس قهوه‌ای رنگ هستند، اما ساختار میکروسکوپی آن‌ها باعث می‌شود نور آبی، فیروزه‌ای و سبز را نیز منعکس کنند و اغلب رنگین‌تاب هستند.
رنگ‌آمیزی ساختاری اولین بار توسط دانشمندان انگلیسی رابرت هوک و آیزاک نیوتن مشاهده شد و آن اصل «تداخل امواج» توسط توماس یانگ یک قرن بعد توضیح داده شد. یانگ، رنگین‌تابی را ناشی از تداخل بین بازتاب‌های دو یا چند سطح از پرده نازک، همراه با انکسار هنگام ورود و خروج نور از این پرده‌ها عنوان کرد. هندسه سپس تعیین می‌کند که در زوایای خاص، نوری که از هر دو سطح منعکس می‌شود به‌طور سازنده تداخل ایجاد می‌کند، در حالی که در زوایای دیگر، نور به‌طور مخرب تداخل می‌کند؛ بنابراین رنگ‌های مختلف در زوایای مختلف ظاهر می‌شوند.
در حیوانات، مانند پرهای پرندگان و فلس‌های پروانه‌ها، تداخل توسط طیف وسیعی از سازوکارهای نوری، از جمله توری پراش، آینه‌های انتخابی، بلورهای نوری، الیاف بلوری، ماتریس‌های نانوکانال و پروتئین ایجاد می‌شود که می‌تواند پیکربندی آنها را تغییر دهد. برخی از برش‌های گوشت نیز به دلیل قرار گرفتن در آرایش دوره‌ای فیبرهای عضلانی، رنگ‌آمیزی ساختاری را نشان می‌دهند. بسیاری از این سازوکارهای نوری با ساختارهای پرجزئیات قابل مشاهده توسط میکروسکوپ الکترونی مطابقت دارند. در معدود گیاهانی که از رنگ‌آمیزی ساختاری بهره می‌برند، رنگ‌های درخشان توسط ساختارهای درون سلول تولید می‌شوند. درخشان‌ترین رنگ آبی شناخته شده در هر بافت زنده در توت مرمری وجود دارد، جایی که یک ساختار مارپیچی از الیاف سلولز باعث پراکندگی نور در قانون براگ می‌شود. درخشش ظاهری گیاه آلاله توسط انعکاس پرده نازک توسط روپوست که با رنگدانه‌های زرد تکمیل می‌شود و انشار قوی پراکندگی توسط یک لایه سلول نشاسته‌ای بلافاصله در زیر تولید می‌شود.
رنگ‌آمیزی ساختاری با استفاده از سطوح زیست‌تقلید که می‌تواند رنگ‌های درخشان، استتار تطبیقی، سوئیچ‌های نوری کارآمد و شیشه‌های با بازتاب کم را ایجاد کند، امکان استفاده صنعتی، تجاری و نظامی را دارد.

## تاریخچه

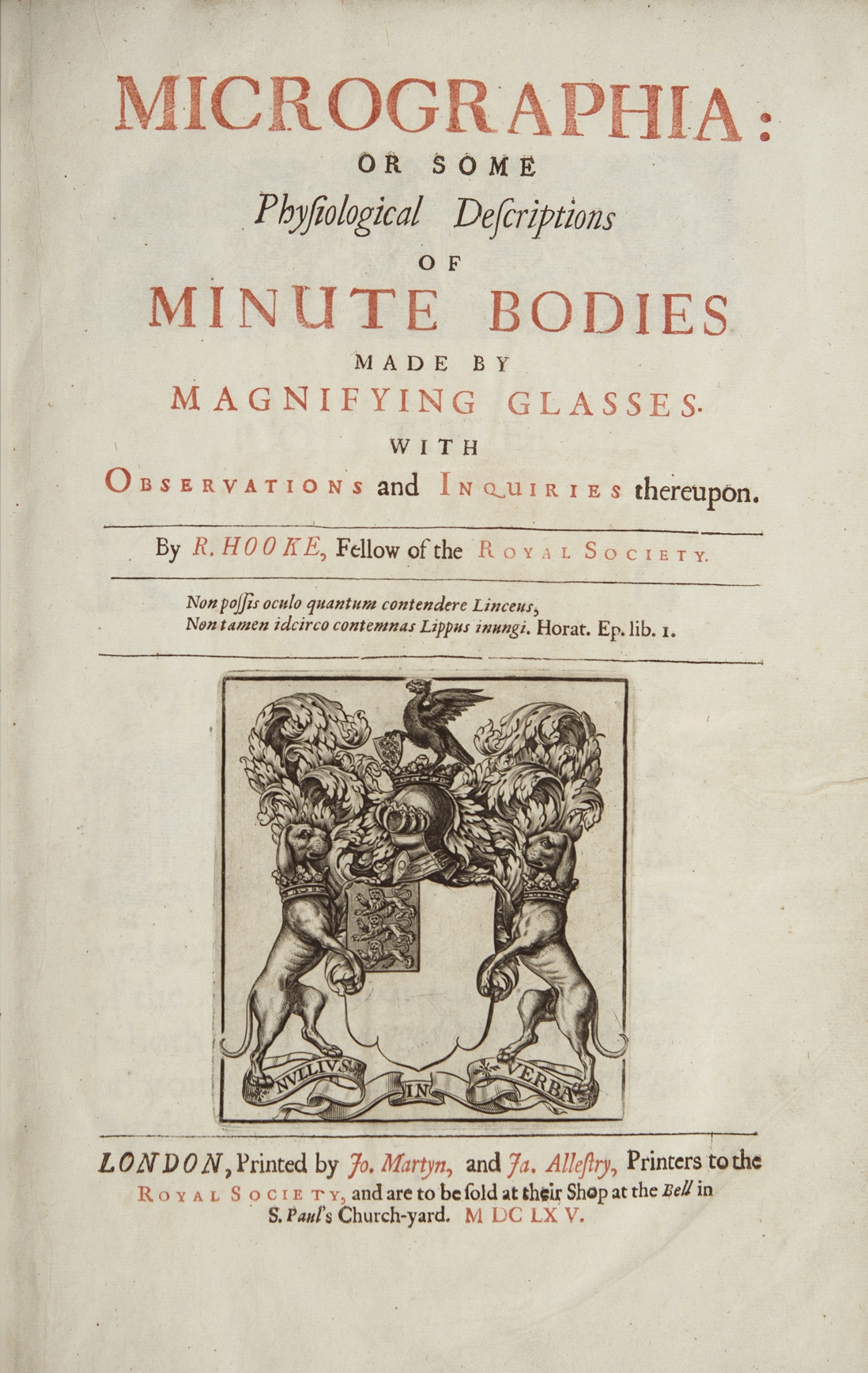
میکروگرافیای رابرت هوک در سال ۱۶۶۵ حاوی اولین مشاهدات مربوط به رنگ‌های ساختاری است.

رابرت هوک در کتاب میکروگرافیا (Micrographia) در سال ۱۶۶۵، رنگهای «خارق‌العاده» پرهای طاووس را توصیف کرد:
قسمت‌هایی از پرهای این پرنده باشکوه از طریق میکروسکوپ کمتر پر زرق‌وبرق ظاهر می‌شود، سپس تمام پرها را در بر می‌گیرد؛ زیرا با چشم غیرمسلح کاملاً مشهود است که ساقه یا قلم‌پر هر یک از پرهای دم، انشعابات جانبی را به بیرون می‌فرستد، بنابراین هر یک از رشته‌های موجود در میکروسکوپ بدنه‌ای بزرگ به نظر می‌رسد، متشکل از انعکاس درخشان قطعات. به نظر من طرفین بالایی آنها از تعداد زیادی بدنه نازک اندود شده تشکیل شده است که بیش از حد نازک هستند و بسیار نزدیک به هم قرار دارند و بنابراین مانند پوستک مادرمروارید، نور خیلی براق را منعکس نمی‌کنند، اما نور آن را روشن می‌کند، با حالت کنجکاوی و با استفاده از موقعیتهای مختلف نسبت به نور، آنها هم‌اکنون یک رنگ را بازتاب می‌دهند و سپس رنگ دیگری را به‌وضوح نشان می‌دهند. اکنون که این رنگ‌ها کاملاً خارق‌العاده هستند، یعنی بلافاصله از شکست نور بوجود می‌آیند، با این نتیجه یافتم که آب باعث خیس شدن این قسمت‌های رنگی می‌شود، رنگ آنها را از بین می‌برد که به نظر می‌رسد از تغییر انعکاس و انکسار خواهد بود.
ایزاک نیوتون در کتاب اپتیکس خود در سال ۱۷۰۴ سازوکار رنگ‌های دیگر غیر از رنگدانه قهوه‌ای پرهای دم طاووس را توصیف کرد. نیوتن متذکر شد که،
پرهای ریز و رنگی برخی از پرندگان، و به‌ویژه آنهایی که از طاووس دم هستند، در همان قسمت از پر، پس از همان روشی که صفحات نازک مشاهده شد، در چندین موقعیت چشم چندین رنگ ظاهر می‌شود. در مشاهدات ۷ و ۱۹ انجام دهید، و بنابراین رنگ آنها از نازک بودن قسمت‌های شفاف پرها ناشی می‌شود؛ یعنی از ظرافت موهای بسیار نازک یا مویرگی، که از کناره شاخه‌های جانبی یا الیاف آن پرها رشد می‌کنند.

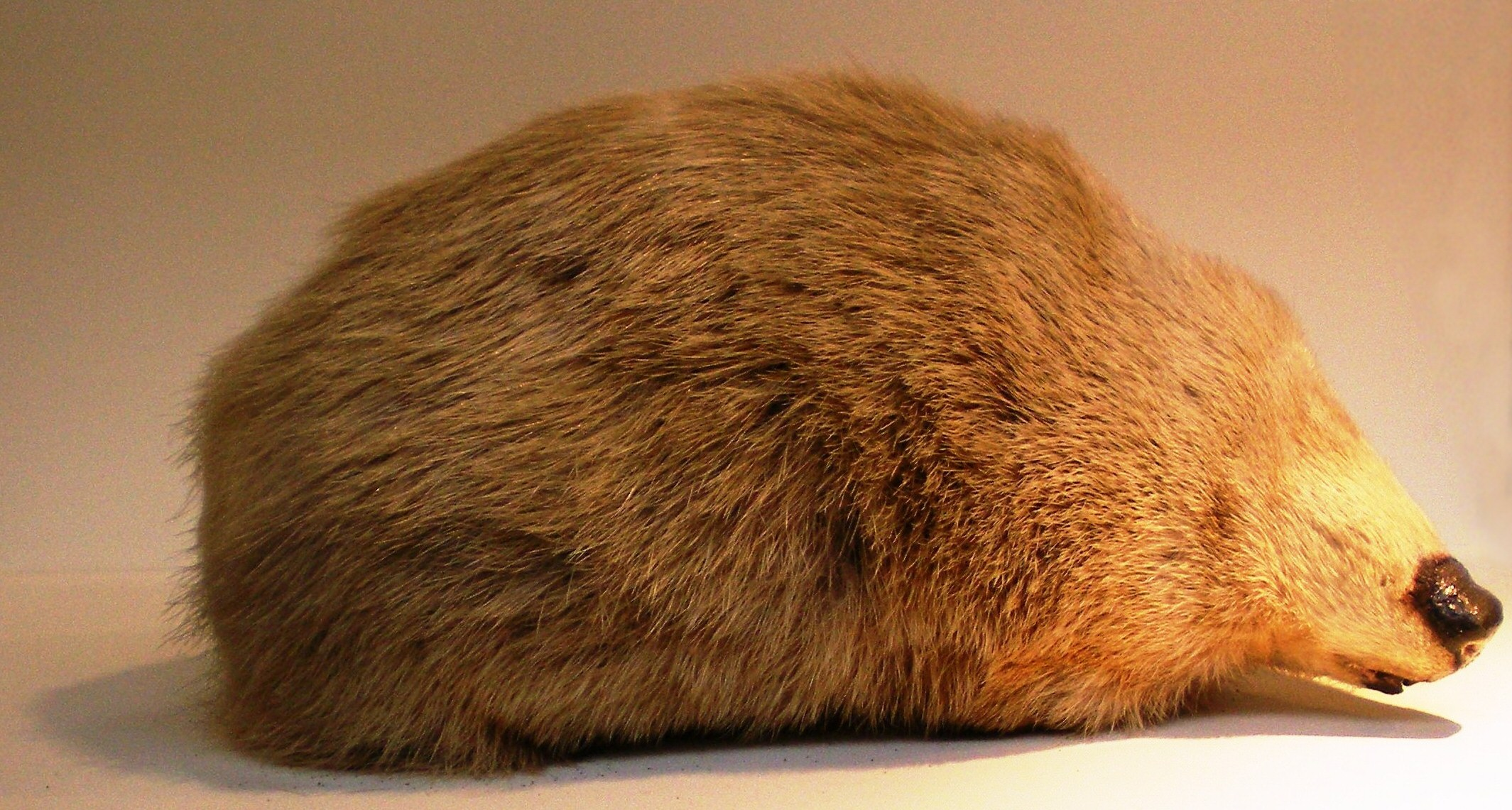
در سال ۱۸۹۲، فرانک اورز بدارد متذکر شد که خز ضخیم طلایی‌موش‌های بزرگ از رنگ‌آمیزی ساختاری است.

توماس یانگ (۱۸۲۹–۱۷۷۳) با نشان دادن دوگانگی موج و ذره نور، نظریه ذرات نیوتن را در مورد نور گسترش داد. وی در سال ۱۸۰۳ نشان داد که نور می‌تواند از لبه‌های تیز یا شکاف‌ها پراکنده شود و الگوهای تداخلی ایجاد کند.

در کتاب رنگ‌آمیزی حیوان (Animal Coloring) در سال ۱۸۹۲، فِرانک اِوِرز بِدارد (Frank Evers Beddard) ((۱۸۵۸–۱۹۲۵) وجود رنگ‌های ساختاری را تصدیق کرد:
رنگ حیوانات فقط به‌دلیل وجود رنگدانه‌های مشخص در پوست است، یا… در زیر پوست. یا تا حدی معلول اثرات نوری ناشی از پراکندگی، پراش یا انکسار نابرابر پرتوهای نور است. رنگ‌ها در نوع اخیر اغلب به‌عنوان رنگ‌های ساختاری صحبت می‌شوند. آنها ناشی از ساختار سطوح رنگی هستند. درخشندگی فلزی پرهای بسیاری از پرندگان، مانند پرندگان مگس‌سان، به‌دلیل وجود شیارهای بسیار ریز روی سطح پرها است.
اما بدارد پس از آن تا حد زیادی رنگ‌آمیزی ساختاری را نادیده گرفت، اولاً به دلیل تابع بودن رنگدانه‌ها: «در هر مورد رنگ [ساختاری] برای نمایش خود به یک پس‌زمینه از رنگدانه تیره نیاز دارد.» و سپس با تأیید نادر بودن آن: «متداول‌ترین منبع رنگ در حیوانات بی‌مهره وجود پوست در رنگدانه‌های مشخص است.» اگرچه بعداً اعتراف کرد که موش‌کور طلایی دماغه دارای «ویژگی‌های ساختاری» در مو است که «باعث ایجاد رنگ‌های درخشان می‌شود.»

## اصول

### ساختار رنگدانه نیست

هنگامی که نور بر روی یک پرده نازک می‌افتد، امواج منعکس شده از سطح بالا و پایین بسته به زاویه فواصل مختلف را طی می‌کنند، بنابراین تداخل می‌کنند.

رنگ‌آمیزی ساختاری بیش از رنگدانه‌ها ناشی از اثرات تداخل است. رنگ‌ها هنگامی تولید می‌شوند که ماده با خطوط موازی ریز نمره‌گذاری شود، یا از یک یا چند پرده نازک نوری موازی تشکیل شده باشد، یا در غیر این صورت از ریزساختارهایی در مقیاس طول موج رنگ تشکیل شده باشد.
رنگ‌آمیزی ساختاری مسئول پرهای آبی و سبز بسیاری از پرندگان است (برای نمونه زنبورخوار، ماهی‌خورک‌های رودخانه‌ای و سبزقبا) و همچنین بسیاری از بال پروانه‌ها، موارد بال سوسک (بال‌پوش) و (در حالی که در میان گل‌ها نادر است) براق شدن گلبرگ‌های آلاله. مانند پرهای طاووس و پوستک‌های مادرمرواریدی مانند صدف‌های مروارید (نرم‌تنان بالدار) و ملوانک، این‌ها اغلب رنگین‌تاب هستند. دلیل این امر این است که رنگ منعکس شده به زاویه دید بستگی دارد، که به نوبه خود بر فاصله آشکار سازه‌های مسئول نظارت دارد. رنگ‌آمیزی ساختاری را می‌توان با رنگ‌های رنگ‌دانه ترکیب کرد: پرهای طاووس با ملانین قهوه‌ای رنگی می‌شوند، در حالی که گلبرگ‌های آلاله هم رنگدانه‌های کاروتنوئید برای زردی دارند و هم پرده‌های نازک برای بازتاب.

### اصل رنگین‌تابی

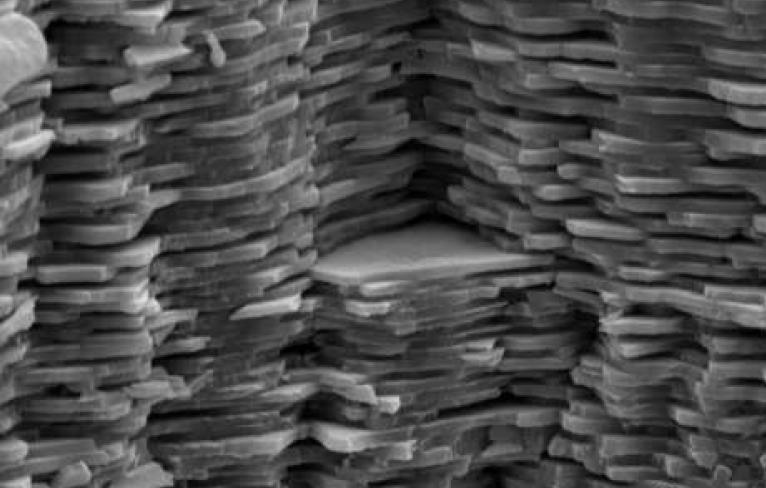
میکروسکوپ الکترونی از یک سطح شکسته از مادرمروارید که چندین لایه نازک را نشان می‌دهد.

رنگین‌تابی، همان‌طور که توماس یانگ در سال ۱۸۰۳ توضیح داد، زمانی ایجاد می‌شود که پرده‌های بسیار نازک بخشی از نور را که از سطح بالایی آنها می‌بارد، منعکس کنند. بقیه نور از طریق پرده‌ها عبور می‌کند و قسمت دیگری از آن از سطح پایین آنها منعکس می‌شود. دو مجموعه امواج منعکس شده در یک جهت به سمت بالا حرکت می‌کنند. اما از آنجا که امواج منعکس کننده پایین کمی دیرتر حرکت می‌کنند «با ضخامت و ضریب شکست پرده و زاویه سقوط نور کنترل می‌شود» دو مجموعه امواج از وجهه خارج می‌شوند.
هنگامی که امواج یک یا چند طول موج کامل از یکدیگر فاصله دارند، در برخی از زوایای خاص، آنها به هم اضافه می‌شوند (به‌طور سازنده تداخل می‌کنند) و بازتاب قوی ایجاد می‌کنند. در زوایای دیگر و اختلاف فاز، آنها می‌توانند کم شوند و بازتاب ضعیفی داشته باشند؛ بنابراین پرده نازک فقط یک طول موج یک رنگ خالص را در هر زاویه مشخص انتخاب می‌کند، اما طول موج دیگر رنگ‌های مختلف را در زوایای مختلف منعکس می‌کند؛ بنابراین، به محض حرکت یک ساختار پرده نازک مانند بال یک پروانه یا پر پرنده، به نظر می‌رسد که تغییر رنگ می‌دهد.

## سازوکارها

### سازه‌های ثابت

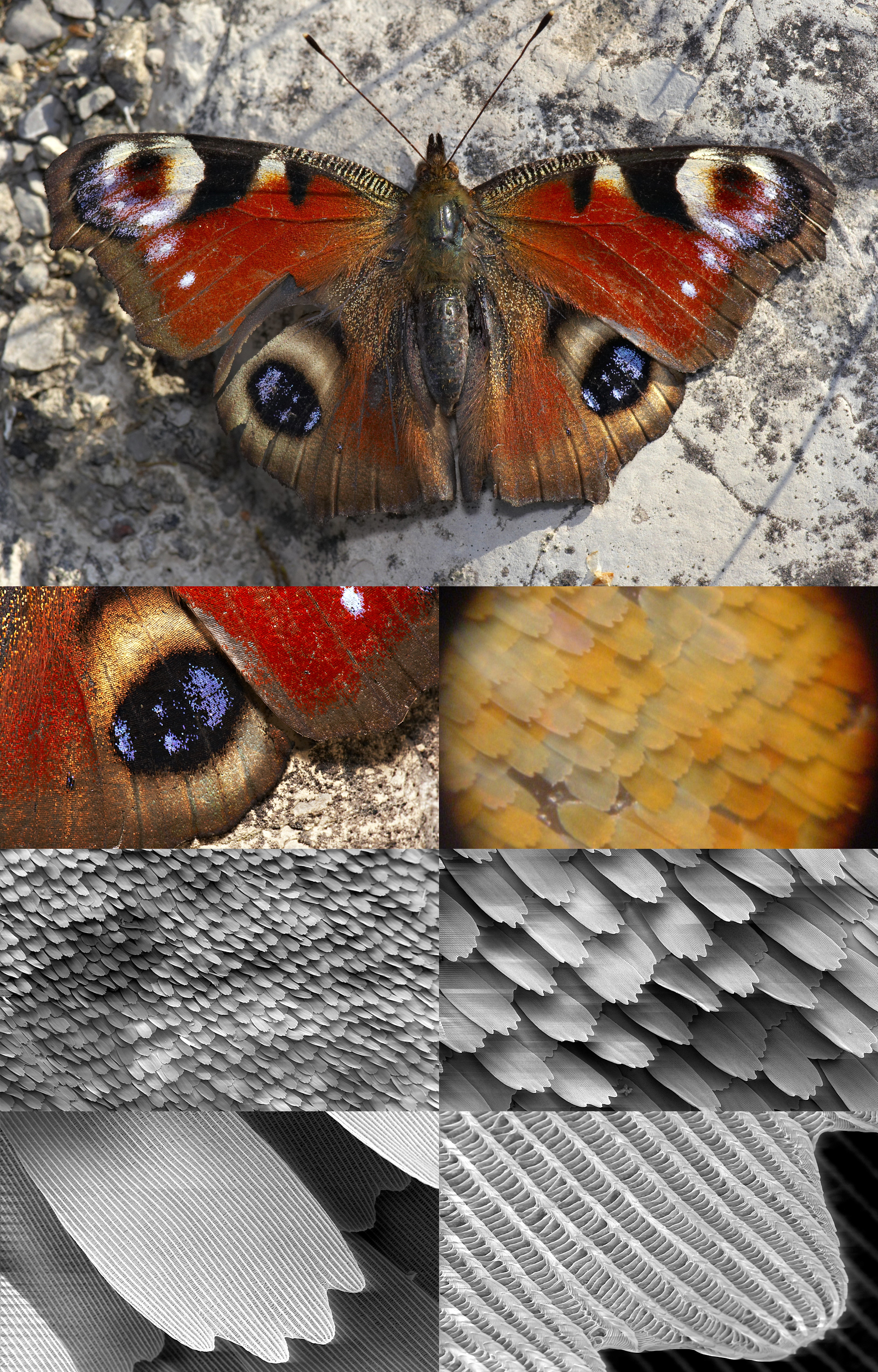
بال پروانه در بزرگ‌نمایی‌های مختلف نشان می‌دهد که کیتین ریزساختار به عنوان یک توری پراش عمل می‌کند.

تعدادی از سازه‌های ثابت می‌توانند با ایجاد سازوکاری شامل توری‌های پراش، آینه‌های انتخابی، بلورهای فوتونی، الیاف کریستال و ماتریس‌های تغییر شکل یافته، رنگ‌های ساختاری ایجاد کنند. ساختارها می‌توانند بسیار پیچیده‌تر از یک پرده نازک باشند: پرده‌ها را می‌توان برای ایجاد رنگین‌تابی قوی، ترکیب دو رنگ یا تعادل بخشیدن به تغییر ناگزیر رنگ با زاویه، برای ایجاد یک اثر پراکنده بیشتر و اثر رنگین‌تاب کمتر جمع کرد. هر سازوکار یک راه‌حل خاص برای مشکل ایجاد یک رنگ روشن یا ترکیبی از رنگ‌های قابل مشاهده از جهات مختلف ارائه می‌دهد.

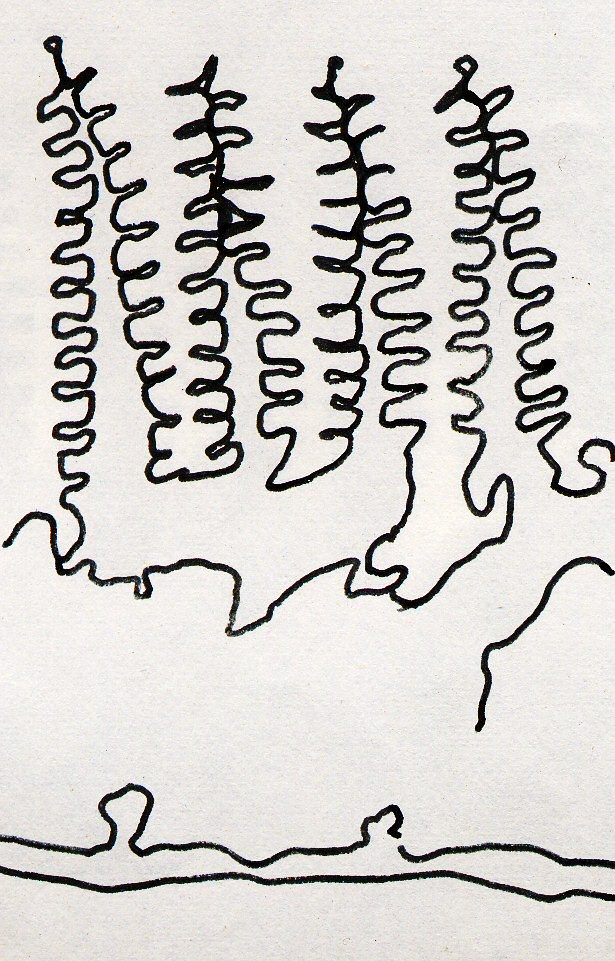
ترسیم ریزساختارهای درختی در فلس بال پروانه مورفو

توری پراش ساخته شده از لایه‌های کیتین و هوا باعث ایجاد رنگ‌های رنگین‌تاب مختلف در فلس بال پروانه‌ها و همچنین پرهای دم پرندگان مانند طاووس می‌شود. هوک و نیوتن درست ادعا کردند که رنگ طاووس در اثر تداخل ایجاد می‌شود، اما ساختارهای مسئول، از نظر مقیاس نزدیک به طول موج نور (به میکروگراف‌ها مراجعه کنید)، کوچکتر از ساختارهای مخططی بودند که می‌توانند با میکروسکوپ نوری خود ببینند.
روش دیگر برای تولید توری پراش استفاده از آرایه‌های درختی شکل کیتین است، مانند فلس بال برخی از پروانه‌های مورفو با رنگ درخشان (نگاه کنید به طرح). باز هم نوع دیگری در شش‌پره‌ای لاویس، پرنده بهشتی وجود دارد. مویچه‌های پرهای ناحیه سینه آن با رنگ روشن و شکل V است و ریزساختارهایی با پریده نازک ایجاد می‌کند که به شدت منعکس کننده دو رنگ مختلف است: سبزآبی روشن و زرد نارنجی روشن. هنگامی که پرنده حرکت می‌کند، به جای اینکه به‌صورت رنگین‌تاب جابه‌جا شود، به شدت بین این دو رنگ تغییر می‌کند. در طول خواستگاری، پرنده نر به‌طور سیستماتیک حرکات کوچکی را برای جذب ماده انجام می‌دهد، بنابراین ساختارها باید از طریق انتخاب جنسی تکامل یافته باشند.

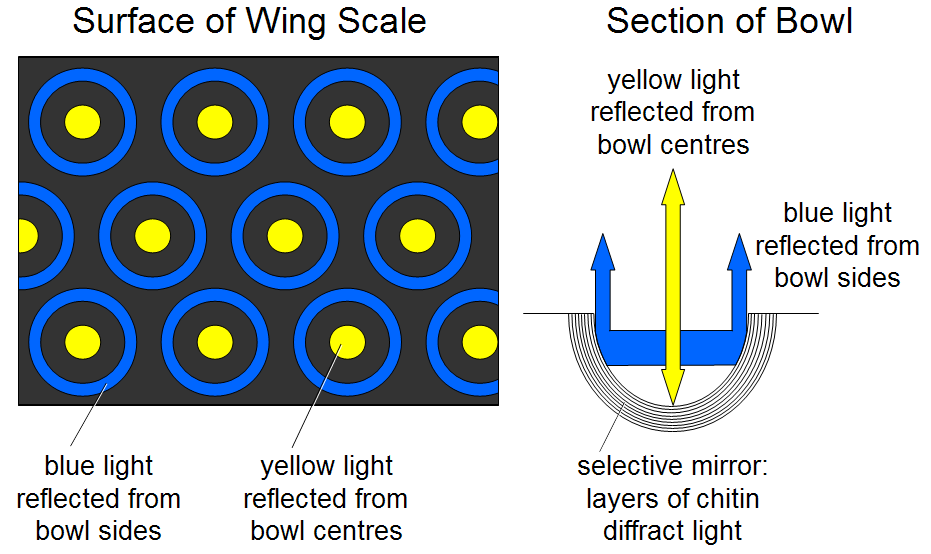
رنگ‌آمیزی ساختاری از طریق آینه‌های انتخابی در پروانه طاووس زمردین

بلورهای فوتونی می‌توانند به روش‌های مختلفی تشکیل شوند. در پروانه قلب‌گاو زمردی بلورهای فوتونی از آرایه‌هایی از سوراخ‌های نانو در کیتین فلس‌های بال تشکیل شده‌اند. قطر این حفره‌ها در حدود ۱۵۰ نانومتر است و فاصله آنها تقریباً یکسان است. سوراخ‌ها به‌طور منظم در وصله‌های کوچک مرتب می‌شوند. وصله‌های همسایه حاوی آرایه‌هایی با جهت‌گیری متفاوت هستند. نتیجه این است که این وصله‌های زمردی فلس‌های قلب‌گاو، به جای اینکه رنگین‌تاب باشد، نور سبز را در زوایای مختلف به‌طور مساوی منعکس می‌کنند.
در سرخرطومی سبزطلائی شکوهمند، یک سرخرطومی از برزیل، اسکلت بیرونی کیتینی با فلس‌های بیضی سبز رنگین‌تاب پوشانده شده است. اینها شامل شبکه‌های بلوری مبتنی بر پایه‌الماس هستند که در همه جهات برای ایجاد یک رنگ سبز درخشان که به سختی با زاویه تغییر می‌کند قرار دارند. فلس‌ها به‌طور مؤثر به پیکسل‌هایی با عرض یک میکرومتر تقسیم می‌شوند. هر پیکسل از این دست یک کریستال منفرد است و نور را در جهتی متفاوت از همسایگان خود منعکس می‌کند.

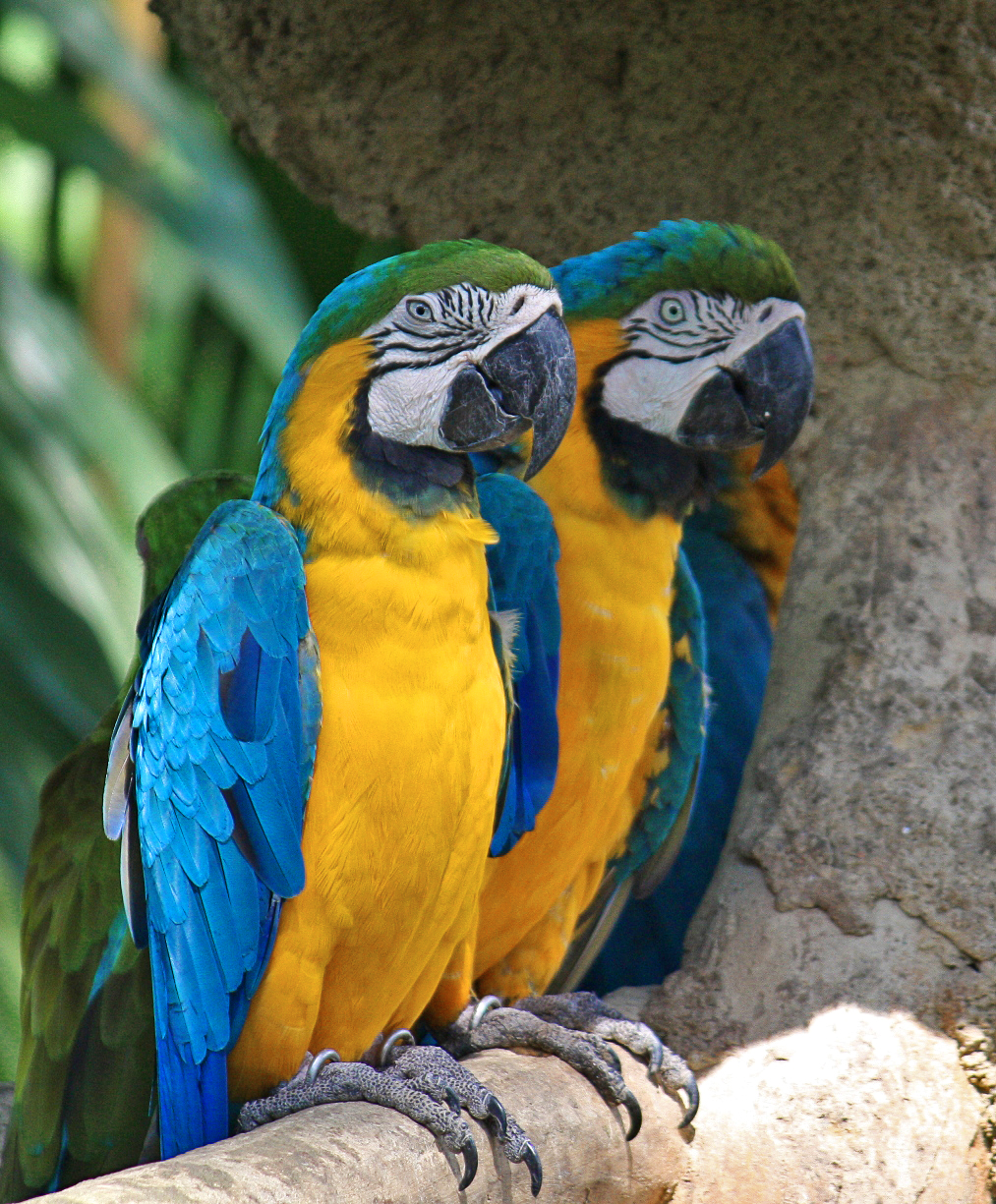
رنگ‌های باشکوه غیررنگین‌تاب در مکائو آبی‌طلائی ایجاد شده توسط نانوکانال‌های تصادفی

آینه‌های انتخابی برای ایجاد اثرات تداخل از چاله‌های کاسه‌ای به اندازه میکرون تشکیل شده‌اند که با چندین لایه کیتین در فلس‌های بال پروانه طاووس زمردین، پوشانده شده‌اند. اینها به‌عنوان آینه‌های بسیار انتخابی برای دو طول موج نور عمل می‌کنند. نور زرد مستقیماً از مراکز گودال منعکس می‌شود. نور آبی دو بار توسط کناره‌های گودال منعکس می‌شود. این ترکیب سبز به نظر می‌رسد، اما می‌تواند به صورت آرایه‌ای از لکه‌های زرد احاطه شده توسط دایره‌های آبی در زیر میکروسکوپ دیده شود.
الیاف بلوری که از آرایه‌های شش ضلعی نانوالیاف توخالی تشکیل شده است، رنگ‌های رنگین‌تاب روشن در مژکچه‌های آفرودیتا (کرم حلقوی غیرشبه‌کرم)، را ایجاد می‌کند. رنگ‌ها به صورت رنگ هشدار هستند و به شکارچیان هشدار می‌دهند که حمله نکنند.
دیواره‌های کیتین مژکچه‌های توخالی یک کریستال فوتونی شش‌ضلعی به شکل شانه‌عسل تشکیل می‌دهند. سوراخ‌های شش ضلعی ۰٫۵۱ میکرومتر از یکدیگر فاصله دارند. این ساختار رفتار نوری دارد که گویی از پشته‌ای از ۸۸ توری پراش تشکیل شده است و باعث می‌شود افرودیتا یکی از رنگین‌تاب‌ترین موجودات دریایی باشد.
ماتریس‌های تغییرشکل یافته، متشکل از نانو کانال‌های به‌طور تصادفی جهت‌دار در یک ماتریس کراتینی شبه‌اسفنجی است، که باعث ایجاد رنگ آبی غیررنگین‌تاب در طوطی مکائو آبی‌طلایی می‌شوند. از آنجا که بازتاب‌ها همه در یک راستا قرار نگرفته‌اند، رنگ‌ها اگرچه هنوز هم باشکوه هستند، اما از نظر زاویه تفاوت زیادی ندارند، بنابراین رنگین‌تاب نیستند.

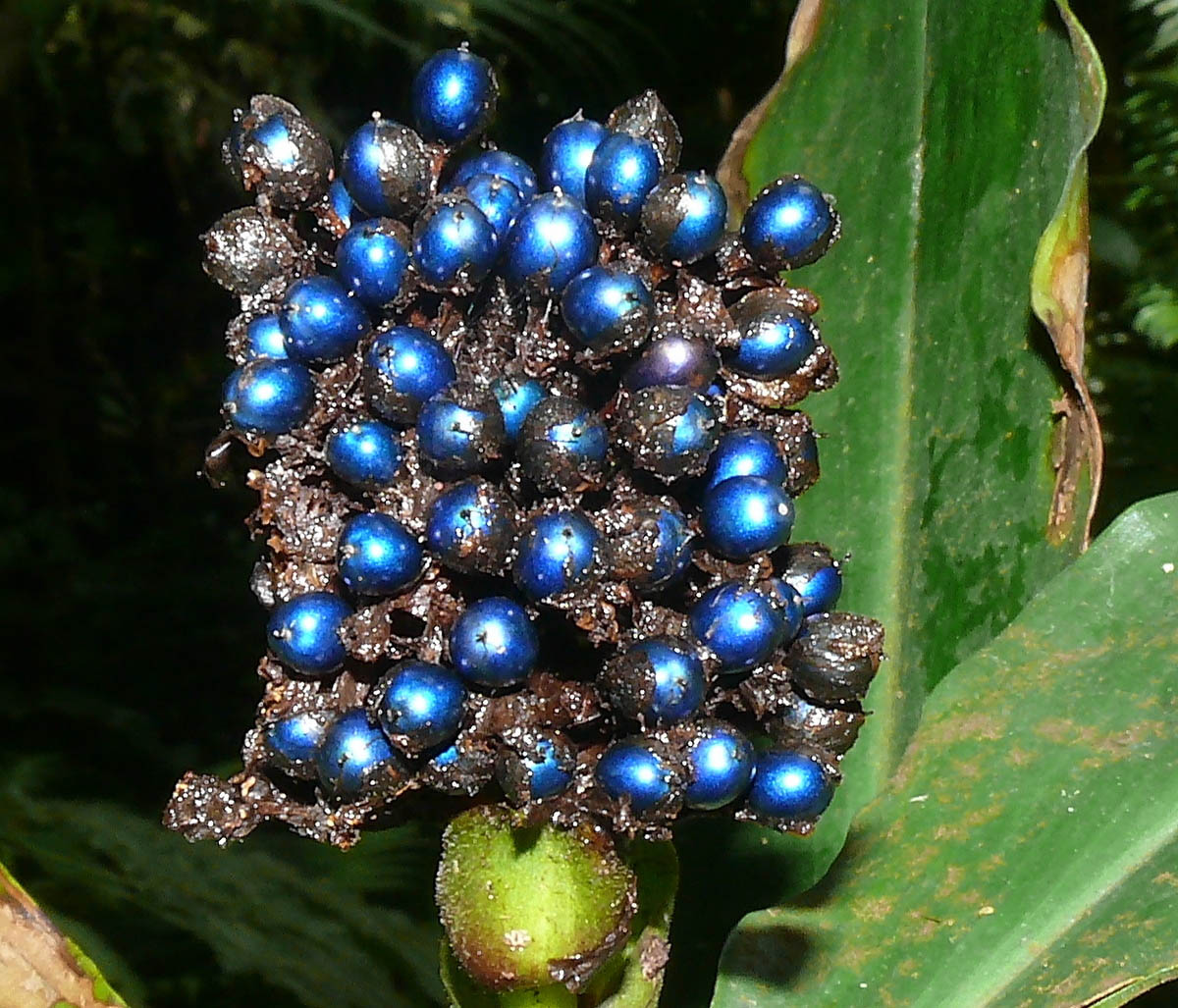
شدیدترین آبی که در طبیعت شناخته شده است: توت مرمری

سیم‌پیچ‌های مارپیچی، که از میکروفیبریل‌های سلولزی انباشته پیچوار شکل می‌گیرد، انعکاس براگ را در «توت مرمری» گیاه آفریقایی ایجاد می‌کنند و در نتیجه شدیدترین رنگ آبی شناخته شده در طبیعت است. سطح توت دارای چهار لایه سلول با دیواره‌های ضخیم است که حاوی مارپیچ‌های سلولز شفاف با فاصله از یکدیگر است تا تداخل سازنده‌ای با نور آبی ایجاد کند. زیر این سلول‌ها یک لایه به ضخامت دو یا سه سلول وجود دارد که حاوی تانن‌های قهوه‌ای تیره است. توت مرمری رنگ قوی‌تری نسبت به بال‌های پروانه‌های مورفو تولید می‌کند و یکی از اولین نمونه‌های رنگ‌آمیزی ساختاری است که از هر گیاه شناخته می‌شود. فیبرهای انباشته شده هر سلول ضخامت خاص خود را دارد و باعث می‌شود رنگ متفاوتی از همسایگان خود را منعکس کند و یک اثر پیکسلی یا نقطه‌چینی با آبی‌های مختلف و با نقطه‌های سبز، بنفش و قرمز درخشان ایجاد کند. الیاف هر سلول یا چپ‌دست یا راست‌دست هستند، بنابراین هر سلول به صورت دایره‌ای نوری را که در یک جهت یا جهت دیگر منعکس می‌کند قطبی می‌کند. توت مرمری اولین جاندار شناخته شده‌ای است که چنین قطبی شدن نور (Circular polarization) را نشان می‌دهد، اما با این وجود عملکرد بصری ندارد، زیرا پرندگان بذرخوار که از این گونه گیاهان دیدن می‌کنند قادر به درک نور قطبی نیستند. ریزساختارهای مارپیچی در سوسک‌های سرگین‌غلتانان نیز یافت می‌شوند که در آنها رنگ‌های رنگین‌تاب تولید می‌کنند.

گلبرگ‌های آلاله از هر دو رنگدانه زرد و رنگ‌آمیزی ساختاری بهره می‌گیرند.

پرده نازک با بازتابنده منتشر، بر اساس دو لایه بالایی گلبرگ‌های آلاله. درخشندگی زرد از ترکیبی نادر در میان گیاهان از رنگدانه زرد و رنگ‌آمیزی ساختاری ناشی می‌شود. روپوست فوقانی بسیار صاف به‌عنوان یک پرده نازک بازتابنده و رنگین‌تاب عمل می‌کند. برای نمونه در آلاله چمن‌زار، ضخامت لایه ۲٫۷ میکرومتر است. سلول‌های نشاسته‌ای غیرمعمول انتشاردهنده ولی بازتابنده قوی ایجاد می‌کنند و درخشندگی گل را افزایش می‌دهند. گلبرگ‌های منحنی یک ظرف سهمی‌گون تشکیل می‌دهند که گرمای خورشید را به قسمت‌های تولیدمثل در مرکز گل هدایت می‌کند و آن را تا چند درجه سانتی‌گراد بالاتر از دمای محیط نگه می‌دارد.
توری‌های سطح، متشکل از ویژگی‌های سطح منظم شده به‌دلیل قرار گرفتن سلول‌های عضلانی منظم در برش‌های گوشت می‌باشد. رنگ‌آمیزی ساختاری برش‌های گوشت تنها پس از اینکه الگوی مرتب شده تارچه‌های عضلانی آشکار شود و نور توسط پروتئین‌های موجود در رشته‌ها پراکندگی پیدا کند، نمایان می‌شود. رنگ‌آمیزی یا طول موج نور پراش‌یافته به زاویه مشاهده بستگی دارد و می‌تواند با پوشاندن گوشت با ورقه‌های شفاف افزایش یابد. زِبرکردن سطح یا از بین بردن مقدار آب با خشک شدن باعث می‌شود که ساختار فروپاشیده و بنابراین رنگ‌آمیزی ساختاری از بین می‌رود.
تداخل از بازتاب‌های داخلی متعدد کلی می‌تواند در ساختارهای ریزمقیاس، مانند قطرات آب ساکن و قطرات دو فازی روغن در آب و همچنین سطوح ریزساختار بَسپار ایجاد شود. در این سازوکار رنگ‌آمیزی ساختاری، پرتوهای نوری که با مسیرهای مختلف بازتاب داخلی کلی در امتداد یک رابط حرکت می‌کنند، باعث ایجاد رنگ رنگین‌تاب می‌شوند.

### ساختارهای متغیر

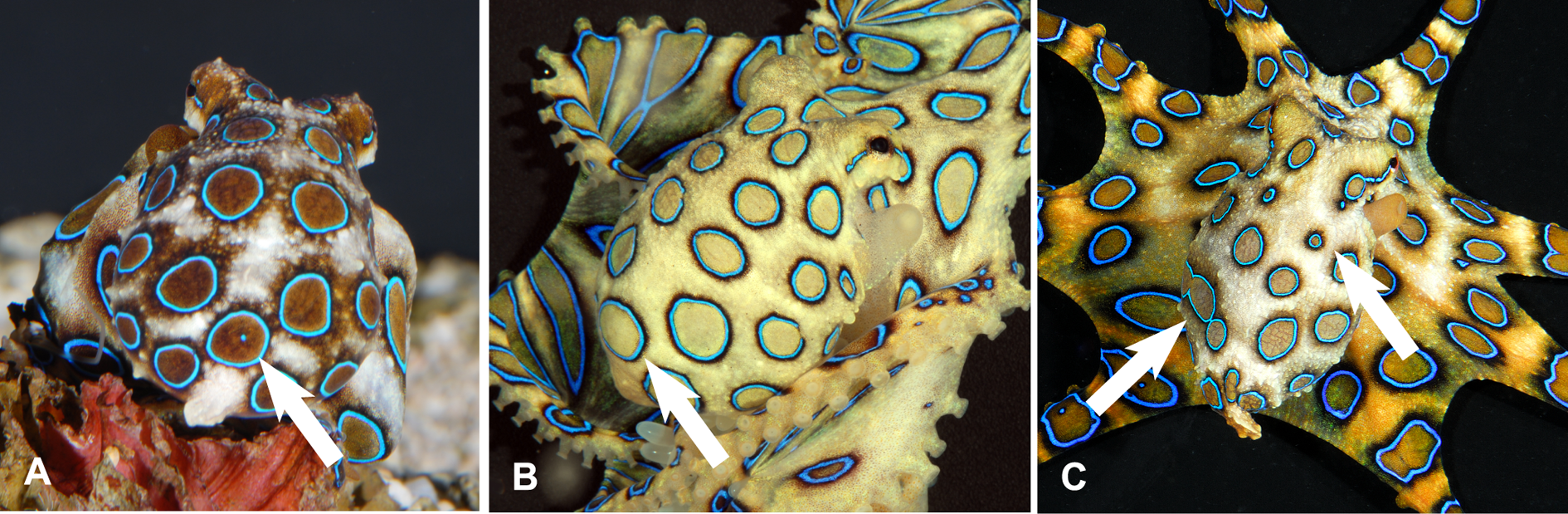
الگوهای حلقه متغیر روی پوشش هشت‌پا (Hapalochlaena lunulata)

برخی از حیوانات از جمله سرپایان مانند مرکب‌ماهی قادر به تغییر رنگ سریع خود برای استتار و تماس‌گیری هستند. سازوکارها شامل پروتئین‌های برگشت‌پذیر هستند که می‌توانند بین دو پیکربندی جابجا شوند. پیکربندی پروتئین‌های رفلکتین (Reflectin) در سلول‌های رنگدانه‌ای در پوست مرکب‌ماهی درازباله ساحلی توسط بار الکتریکی کنترل می‌شود. هنگامی که بار وجود ندارد، پروتئین‌ها کاملاً روی هم قرار می‌گیرند و یک لایه بازتابنده و نازک تشکیل می‌دهند. وقتی بار وجود دارد، مولکول‌ها سست‌تر می‌شوند و یک لایه ضخیم‌تر ایجاد می‌کنند. از آنجا که کروماتوفورها حاوی چندین لایه رفلکتین هستند، سوئیچ فاصله لایه را تغییر می‌دهد و از این رو رنگ نوری را که منعکس می‌شود تغییر می‌دهد.
اختاپوس‌های حلقه‌آبی بیشتر وقت خود را به مخفی شدن در شکاف‌ها اختصاص می‌دهند، در حالی که با سلول‌های کروماتوفور پوستی خود الگوهای استتار مؤثری را نشان می‌دهند. اگر تحریک شوند به سرعت تغییر رنگ می‌دهند و با زرد درخشان می‌شوند که هر یک از ۶۰–۵۰ حلقه در یک سوم ثانیه به آبی رنگین‌تاب درخشان چشمک می‌زنند. در هشت‌پای حلقه‌آبی بزرگتر (Hapalochlaena lunulata)، حلقه‌ها حاوی ایریدوفورهای (Iridophores) چند لایه هستند. اینها طوری مرتب شده‌اند که نور آبی-سبز را در جهت دید وسیع منعکس کنند. چشمک زدن سریع حلقه‌های آبی با استفاده از عضلات تحت کنترل عصبی حاصل می‌شود. در شرایط عادی هر حلقه با انقباض عضلات بالای ایریدوفور پنهان می‌شود. وقتی اینها شل می‌شوند و عضلات خارج از حلقه منقبض می‌شوند، حلقه‌های آبی درخشان در معرض دید قرار می‌گیرند.

## در فناوری

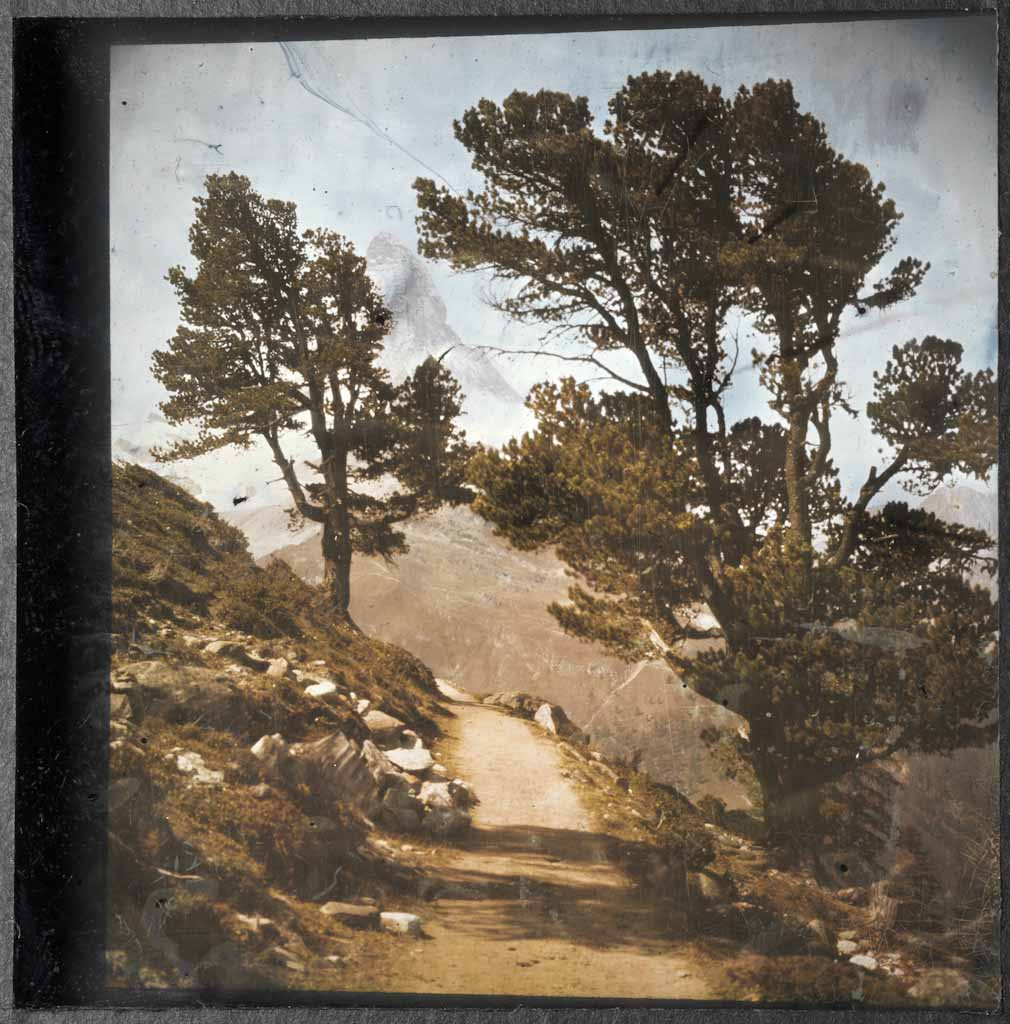
یکی از عکس‌های رنگی گابریل لیپمن، ۱۸۹۹ (Le Cervin)، با استفاده از یک فرایند عکاسی تک‌رنگ (یک امولسیون منفرد) ساخته شده است. رنگ‌ها ساختاری هستند و در اثر تداخل با نور منعکس شده از پشت صفحه شیشه‌ای ایجاد می‌شوند.

گابریل لیپمن در سال ۱۹۰۸ برای کار در یک روش رنگ‌آمیزی ساختاری از عکس‌های رنگی، صفحه لیپمن (Lippmann plate)، برنده جایزه نوبل فیزیک شد. در این روش از امولسیون حساس به نور به اندازه کافی خوب استفاده شده است تا تداخل ناشی از انعکاس امواج نور از پشت صفحه شیشه‌ای در ضخامت لایه امولسیون، در یک فرایند عکاسی تک‌رنگ (سیاه و سفید) ثبت شود. تابش نور سفید از طریق صفحه به‌طور مؤثری رنگ صحنه‌های عکاسی را بازسازی می‌کند.
در سال ۲۰۱۰، سازنده لباس دونا اسکرو (Donna Sgro) از تیجین الیاف مورفوتکس، پارچه‌ای بدون رنگ بافته شده از الیاف رنگین‌ساختاری، تقلید از ریزساختار فلس‌های پروانه مورفو را ساخت. این الیاف از ۶۱ لایه متناوب مسطح، با ضخامت ۷۰ تا ۱۰۰ نانومتر، از دو پلاستیک با شاخص‌های شکست مختلف، نایلون و پلی‌استر، در یک غلاف نایلون شفاف با مقطع بیضی شکل تشکیل شده است. مواد به گونه‌ای مرتب شده‌اند که رنگ با زاویه متفاوت نباشد. این الیاف به رنگ‌های قرمز، سبز، آبی و بنفش تولید شده‌اند.
از رنگ‌آمیزی ساختاری می‌توان بیشتر به‌صورت صنعتی و تجاری بهره‌برداری کرد و تحقیقاتی که می‌تواند منجر به چنین کاربردهایی شود در حال انجام است. برای نمونه ایجاد پارچه‌های استتار نظامی (Military camouflage) در استتار فعال است که رنگ و الگوهای آنها متناسب با محیط آنها متغیر است، درست مانند آفتاب‌پرست‌ها و سرپایان. توانایی تغییر بازتابندگی به طول موج‌های مختلف نور همچنین می‌تواند منجر به سوئیچ‌های نوری کارآمد شود که می‌توانند مانند ترانزیستورها عمل کنند، مهندسان را قادر می‌سازد تا کامپیوترهای نوری سریع و روترها را بسازند.
سطح چشم‌مرکب مگس‌خانگی پر از بسته‌های متراکم میکروسکوپی است که تأثیر کاهش انعکاس و در نتیجه افزایش انتقال نور حادثه‌ای را دارد. به همین ترتیب، چشم بعضی از پروانه‌ها دارای سطح ضدانعکاسی است و دوباره از آرایه‌هایی از ستون‌های کوچکتر از طول موج نور استفاده می‌شود. از نانوساختارهای چشم‌شب‌پره می‌توان برای ایجاد شیشه با بازتاب کم برای پنجره‌ها، سلول‌های خورشیدی، دستگاه‌های نمایشگر و فناوری‌های مخفی‌کاری نظامی استفاده کرد. با ایجاد صورتک توسط لیتوگرافی با نانوذرات طلا و سپس انجام اچینگ یون فعال می‌توان سطوح زیست‌تقلید ضدانعکاس را با استفاده از اصل «چشم‌شب‌پره» تولید کرد.

## نگارخانه

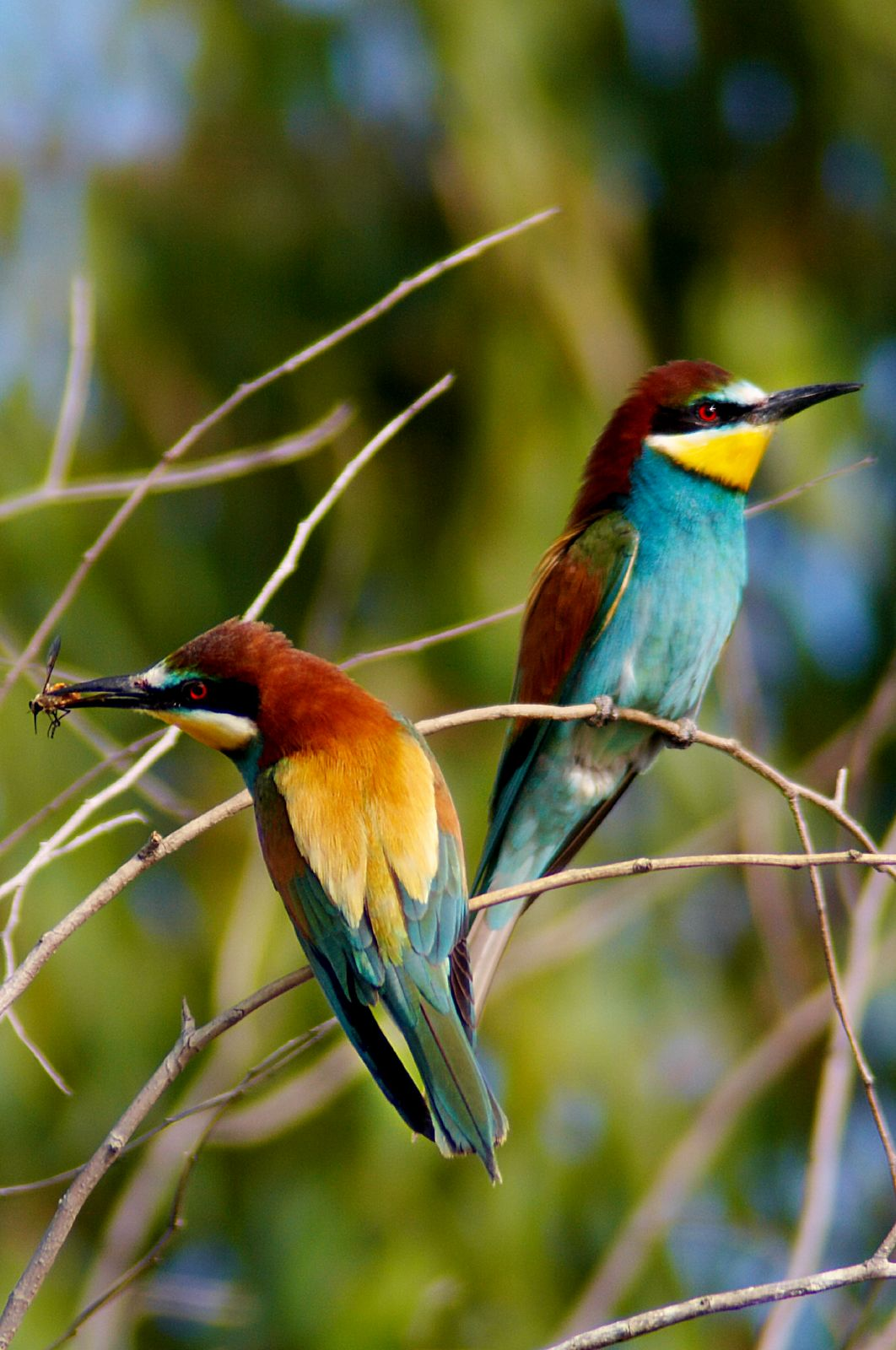
زنبورخواران اروپایی رنگ‌های درخشان خود را تا حدودی مدیون ریزساختارهای پراشنده در پرهای خود هستند.
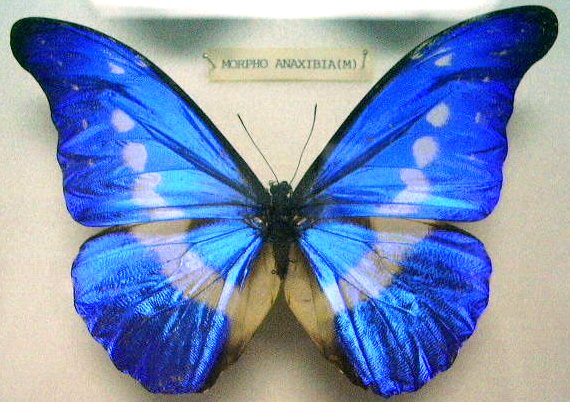
در پروانه‌های مورفو مانند مورفو هلنا، رنگ‌های درخشان توسط ریزساختارهای پیچیده درخت‌شکل که برای میکروسکوپ‌های نوری بیش از اندازه ریز هستند تولید می‌شوند.
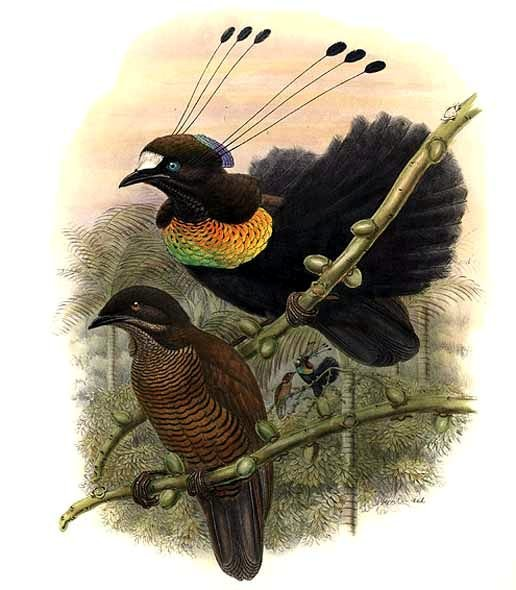
پرنده بهشتی شش‌پره‌ای لاویس نر با پرهای سینه‌ای که از آبی به زرد تغییر می‌کنند با ماده ارتباط می‌گیرد.
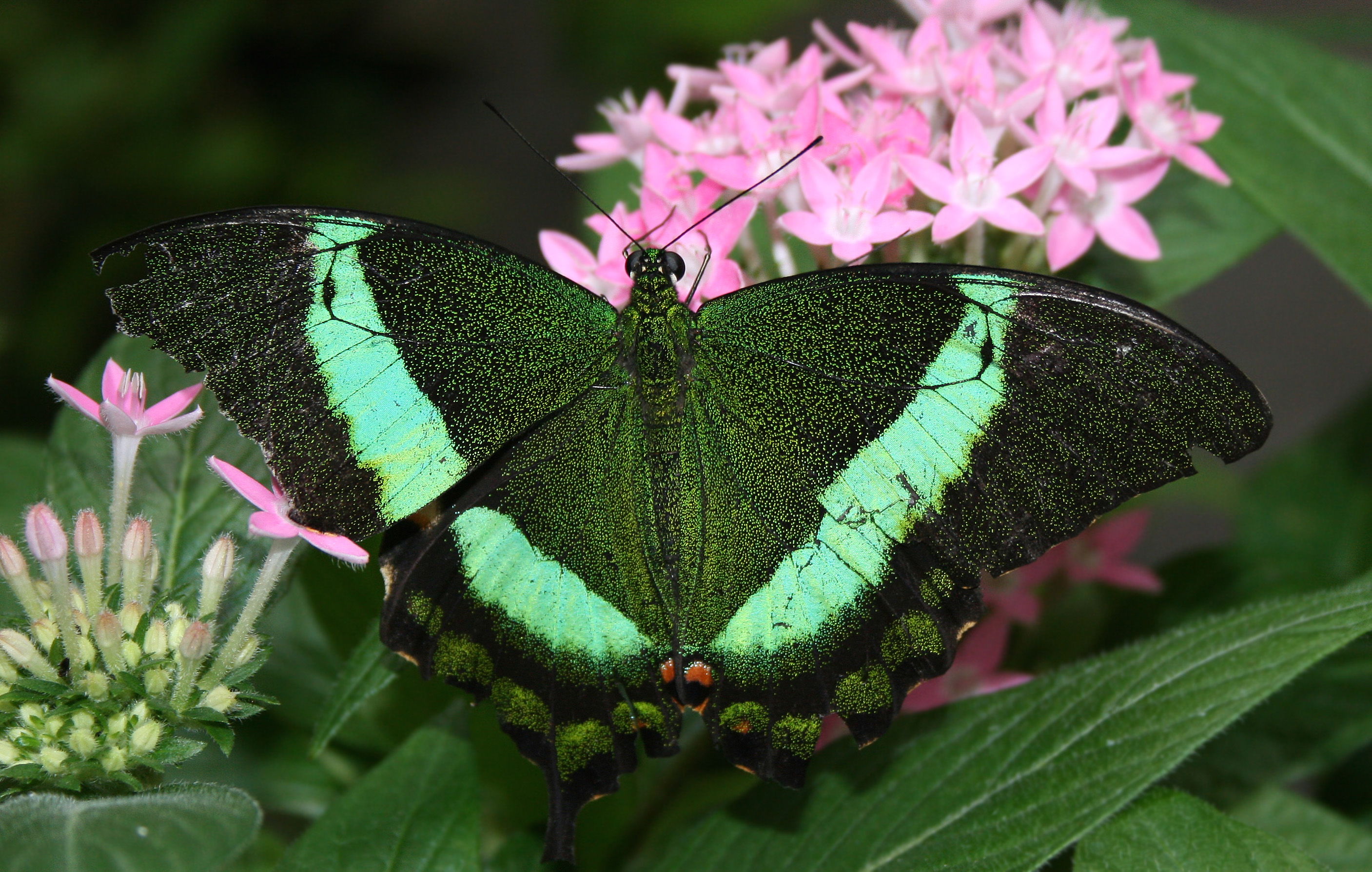
سبز درخشان در پروانه طاووس زمردین توسط آرایه‌هایی از کاسه‌های میکروسکوپی ایجاد می‌شود که به‌طور مستقیم زرد و از دو طرف به رنگ آبی منعکس می‌شوند.
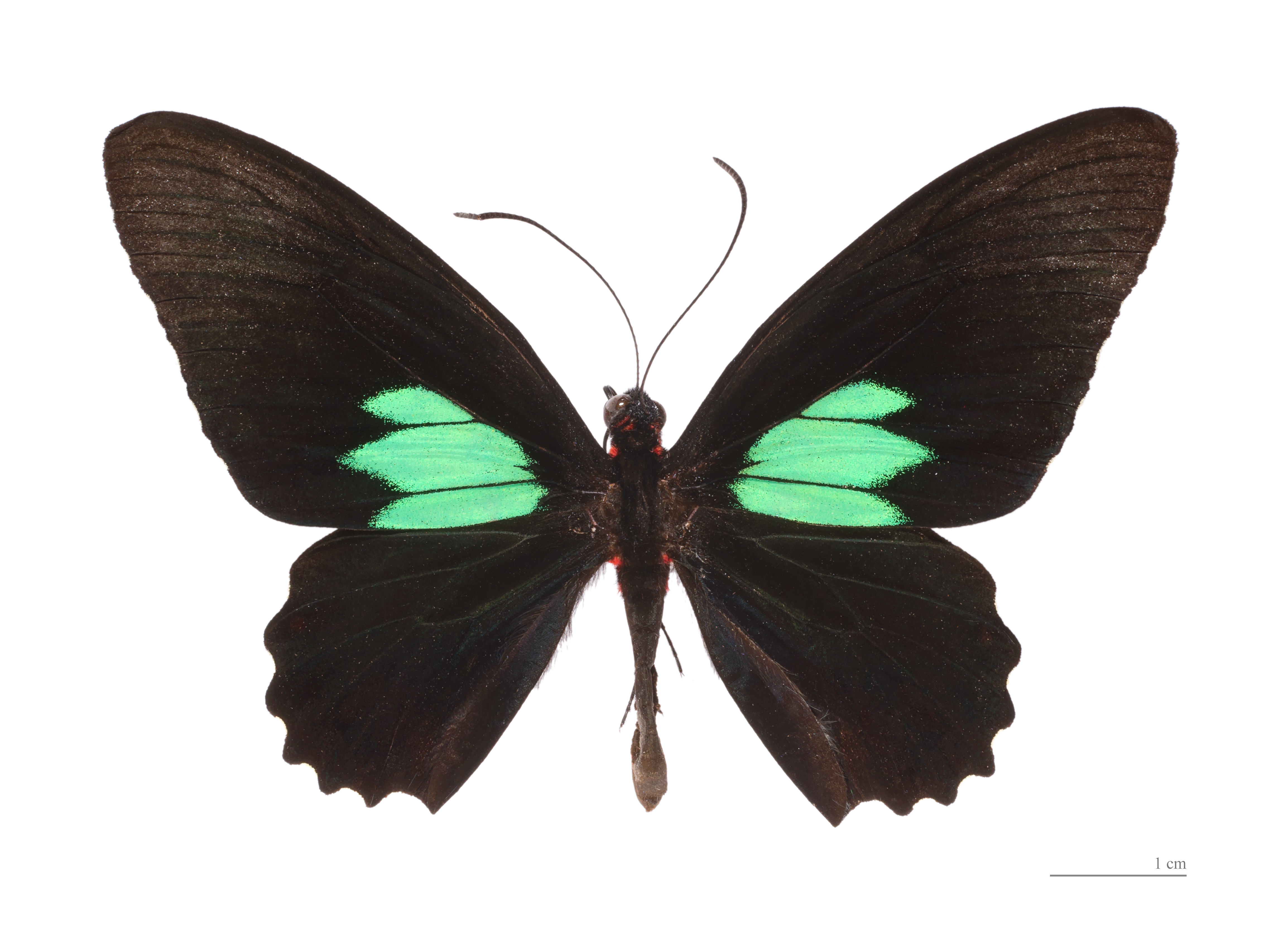
پروانه قلب‌گاو زمردی، سبز درخشان خود را با استفاده از بلورهای فوتونی ایجاد می‌کند.
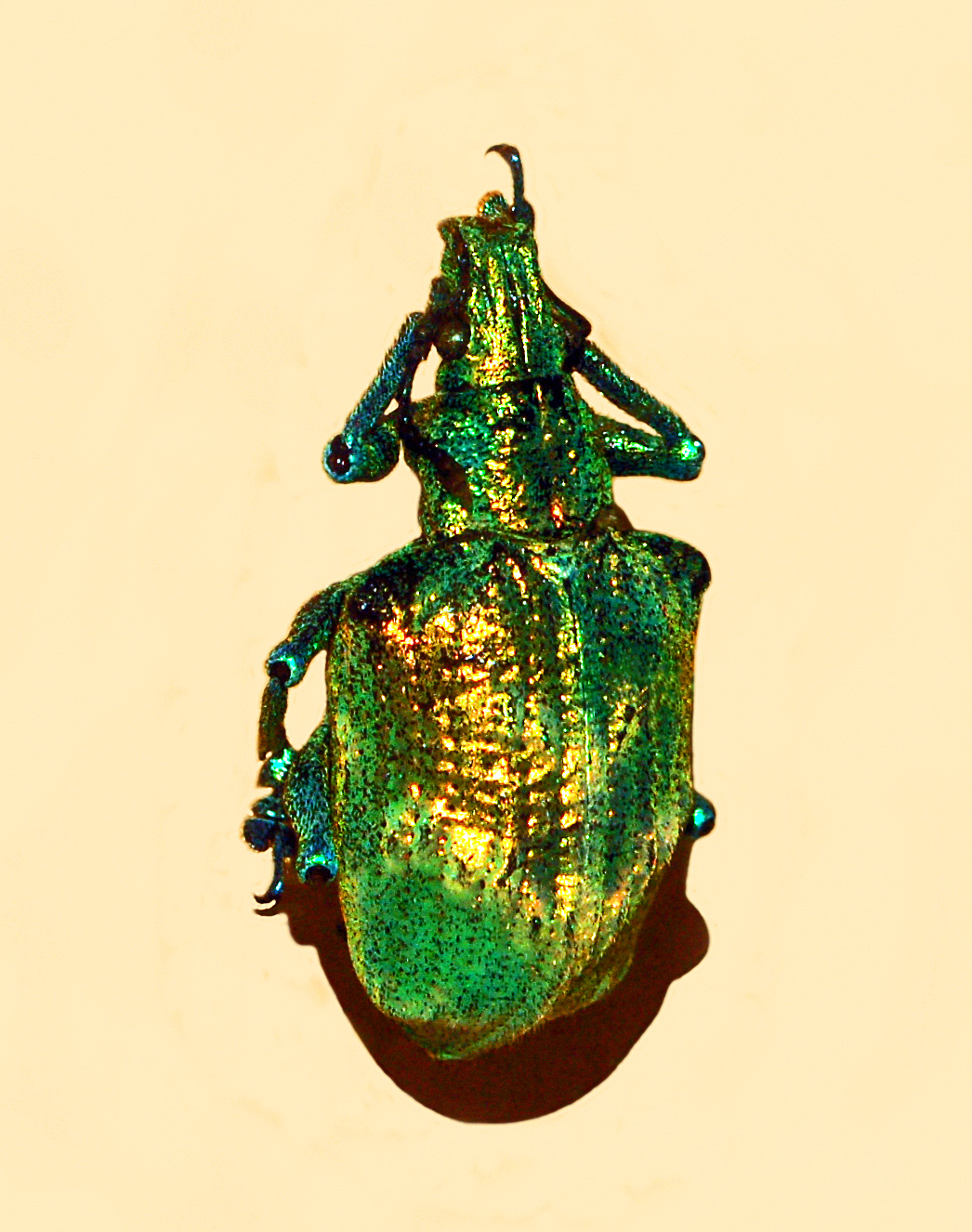
فلس‌های رنگین‌تاب سرخرطومی سبزطلائی شکوهمند حاوی شبکه‌های بلوری مبتنی بر پایه‌الماس است که جهت‌گیری آن از هر جهت تقریباً سبز یکنواخت است.
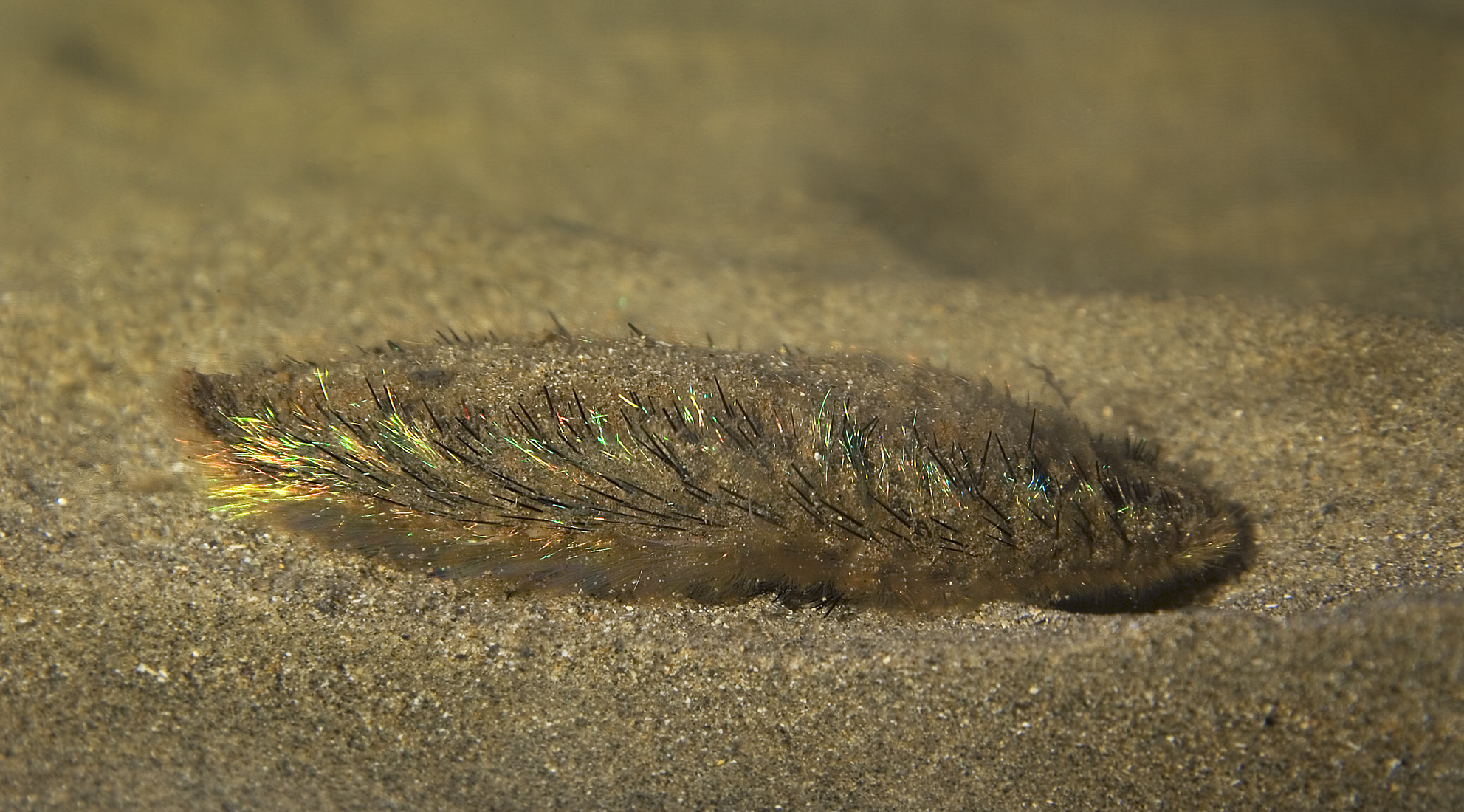
مژکچه‌های نانوالیاف توخالی آفرودیتا دلفریب (Aphrodita aculeata) نور را در بازتاب‌های زرد، قرمز و سبز نشان می‌دهد تا به شکارچیان هشدار دهد.
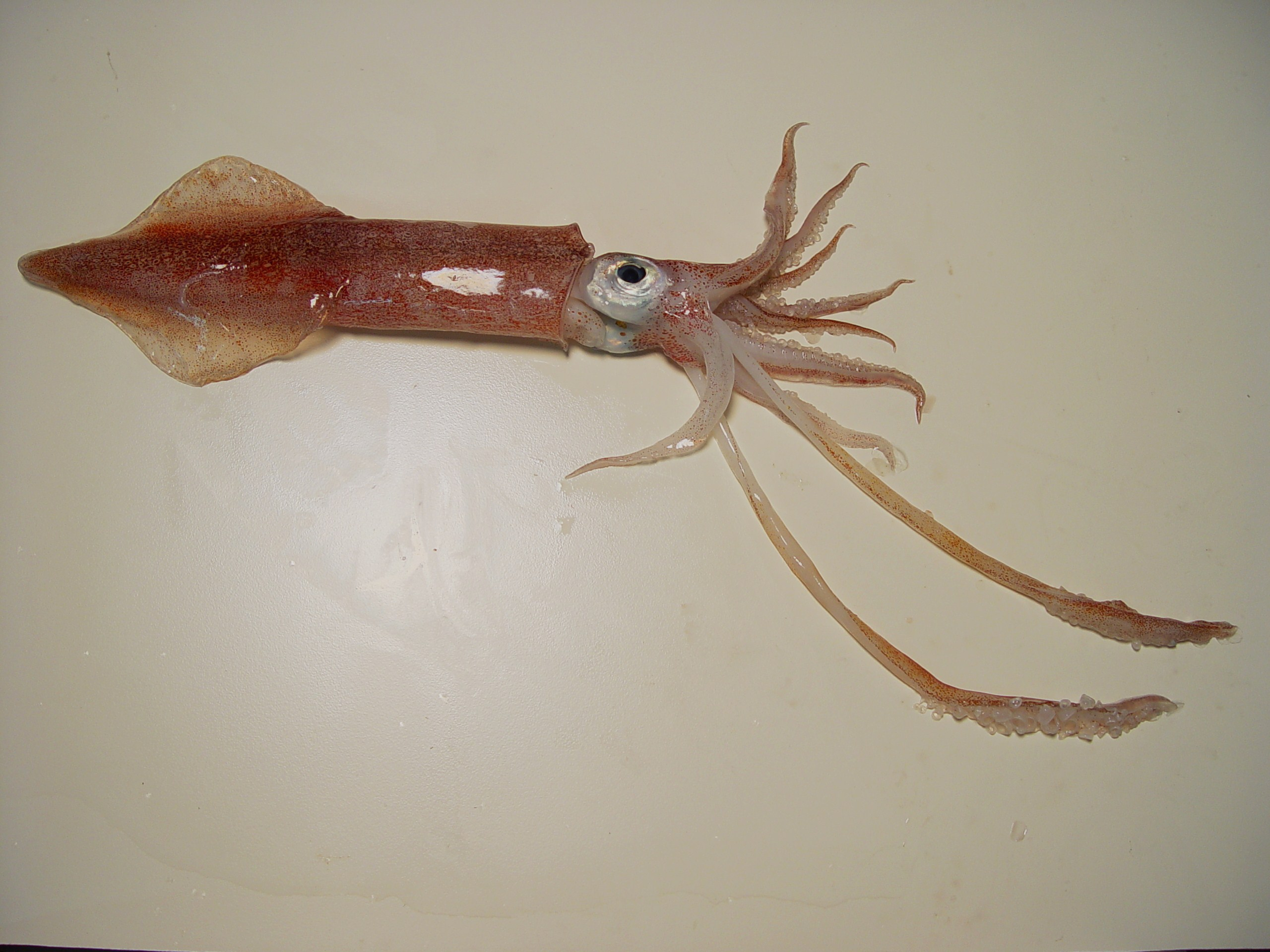
مرکب‌ماهی درازباله ساحلی، به دلیل توانایی تغییر رنگ مورد بررسی قرار گرفته است.
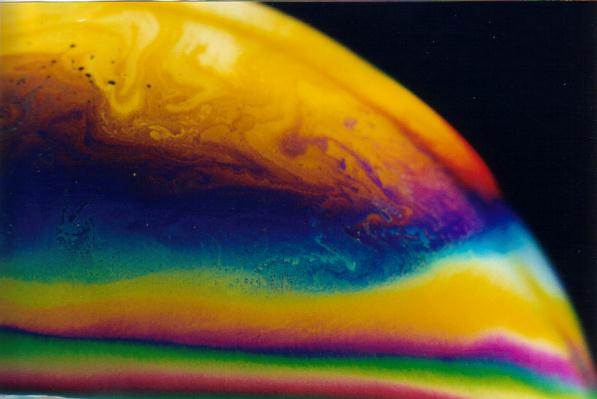
تداخل پرده نازک در حباب صابون. رنگ با ضخامت پرده تغییر می‌یابد.
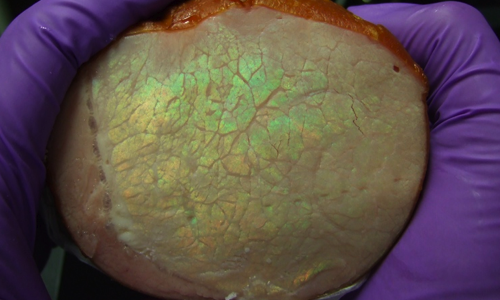
رنگین‌تابی در گوشت، ناشی از پراش نور در توری‌های سطح (سلول‌های عضلانی در معرض دید) می‌باشد.